# Bolboleaus propinquus
Bolboleaus propinquus là một loài bọ cánh cứng trong họ Geotrupidae. Loài này được miêu tả khoa học năm 1985 bởi Howden.